# Głuchów (województwo podkarpackie)
Głuchów – wieś w Polsce położona w województwie podkarpackim, w powiecie łańcuckim, w gminie Łańcut.
Głuchów jest położony przy drodze krajowej nr 94 oraz magistrali kolejowej Kraków-Przemyśl. Przez miejscowość przebiega także droga powiatowa Głuchów – Wola Dalsza.
Wieś w części północnej zlokalizowana jest na terenie Pradoliny Podkarpackiej, która ma charakter płaskich terenów rolniczych, łąk oraz zabagnień. Natomiast południowa część miejscowości usytuowana jest na obszarze Podgórza Rzeszowskiego, które jest geologicznym początkiem Karpat i jest lekko pofałdowaną krainą o glebach wysokiej klasy bonitacyjnej (II, III). Południkowo przez wieś przepływa rzeka Sawa, prawy dopływ Wisłoka, która ma długość ok. 40 km. W południowo-wschodniej części zlokalizowany jest zbiornik wodny na potoku Granicznym, spełniający funkcje retencyjne.
W latach 1954–1961 wieś należała i była siedzibą władz gromady Głuchów, po jej zniesieniu w gromadzie Sonina. W latach 1975–1998 miejscowość administracyjnie należała do województwa rzeszowskiego.
Miejscowość jest siedzibą rzymskokatolickiej parafii Wniebowstąpienia Pańskiego.

## Części wsi
| SIMC    | Nazwa    | Rodzaj    |
| ------- | -------- | --------- |
| 0654782 | Budy     | część wsi |
| 0654799 | Granice  | część wsi |
| 0654807 | Łozy     | część wsi |
| 0654813 | Malawa   | część wsi |
| 0654820 | Nawsie   | część wsi |
| 0654836 | Zablesze | część wsi |
| 0654842 | Zagrody  | część wsi |

## Gospodarka i przemysł
W roku 1993 w Głuchowie powstała firma Bispol - producent świec, podgrzewaczy, wkładów i zniczy. W sezonie zatrudnionych jest nawet 700 pracowników..

## Osoby związane z miejscowością
- dr Roman Szłapa (1895–1940) – major Wojska Polskiego, kawaler Orderu Wojennego Virtuti Militari, ofiara zbrodni katyńskiej.